# Pavlo Teteria
Pavlo Teteria (ukrajinsky: Павло́ Тете́ря; rusky: Па́вел Ива́нович Тете́ря, polsky: Paweł Morzkowski herbu Ślepowron) (asi 1620, Perejaslav – 1670, Edirne) byl hejtman Pravobřežní Ukrajiny (1663–1665). Jeho skutečné jméno je Pavel Morzkovský. Před svým hejtmanstvím působil na mnoha vysokých pozicích v kozáckém vojsku Bohdana Chmelnického a Ivana Vyhovského.

## Výtah
Když vypuklo chmelnického povstání, sloužil u jednotky v Perejaslavi. Krátce poté byl jmenován zástupcem generálního tajemníka. Později se stal perejaslavským velitelem a nadále působil jako zástupce generálního tajemníka. Byl jedním z ukrajinských delegátů, kteří dojednali Perejaslavskou dohodu s Ruskem.
Teteria se také účastnil jednání o připojení Ukrajiny zpět do polsko-litevského společenství. Když vypukla občanská válka mezi kozáky z pravého břehu a kozáky z levého břehu, otevřeně podporoval pro-polskou stranu a v roce 1663 byl zvolen hejtmanem na Pravobřežní Ukrajině.

erb rodiny Teteriů

Pomáhal Polákům při tažení na levobřežní Ukrajinu, ale v roce 1665 se vzdal hejtmanství kvůli politickým a sociálním nepokojům v pravobřežní Ukrajině. Poté Teteria uprchl do Polska, ale nakonec kvůli sporům s polskou šlechtou odešel do Turecka, kde zemřel při plánováním invaze do Polska.

## Život
Roku se 1660 oženil s dcerou Bohdana Chmelnického Olenou. Teteria studoval na Kyjevsko-mohyljanské akademii a byl členem lvovského pohřebního bratrstva. Připojil se ke kozákům, když v roce 1648 vypuklo chmelnického povstání. Svoji službu začal jako plukovní sekretář perejaslavského pluku. Krátce poté se stal zástupcem generálního tajemníka. Byl v delegaci, která doprovázela Timofeje Chmelnického do Jasů, aby se oženil s Ruxandrou, dcerou moldavského vévody Vasila Lupa. V červenci 1653 se Teteria stal plukovníkem Perejaslavi, přičemž stále držel úřad zástupce generálního tajemníka.
Teteria byl spolu se Samiilem Bohdanovičem-Zarudným členem ukrajinské delegace vyslané do Moskvy v dubnu 1654. Zde vyjednali Perejaslavskou dohodu s ruským carem. Díky této dohodě se kozácký hejtmanát dostal pod ochranu cara. Když byl Vyhovský prohlášen hetmanem, stal se Teteria hejtmanským sekretářem. Účastnil se jednání o Haďačské smlouvě, která by vrátila Ukrajinu zpět do Polsko-litevské unie jako třetí autonomní stát pod vládou polského krále. Smlouva vedla k občanské válce známé jako Ruina. V průběhu této občanské války otevřeně podporoval polskou frakci a tlačil mladého a nezkušeného Jiřího Chmelnického k abdikaci.

### Hejtman
Jiří Chmelnický nátlaku podlehl a Teteria byl nejprve na důstojnické radě v Čyhyryně v říjnu 1662 a poté na kozácké radě v Čyhyryně 2. ledna 1663 zvolen jeho nástupcem. Stal se tak kozáckým hejtmanem. Jakmile získal moc, nechal popravit a uvěznit kozácké velitele, protože je vnímal jako možné soupeře. Na popravišti skončili Ivan Vyhovský, Ivan Bohun, Jiří Chmelnický byl uvězněn. Teteria se řídil polskými rozkazy a nechtěl dělat nezávislou kozáckou politiku. V roce 1664 vedl spolu s Janem Kazimírem II. Vasou tažení na Levobřežní Ukrajinu. Když útok selhal, Teteria se vrátil zpátky na pravý břeh, ale proti jeho vládě došlo k povstáním vedeným kozáky. Hlavní příčinou povstání bylo nesnášenlivé chování Teterii a jeho polských spojenců k obyčejným kozákům a rolníkům. V roce 1665 se Teteria již nedokázal vypořádat se sociálními nepokoji a odešel do Polska.
V Polsku konvertoval ke katolictví a dostal vysoké správní funkce v Polocku. Nakonec se zapletl do sporů s polskými magnáty. Nedokázal získat dostatečnou podporu od polského Sejmu, tak odešel do Edirne, kde zemřel při plánování invaze do Polska.